# Jmol
Jmol je računalniška programska oprema za molekularno modeliranje kemijskih struktur v 3-dimenzionalnih oblikah. Jmol vrne 3D predstavitev molekule, ki se lahko uporablja kot učno orodje ali za raziskave, npr. v kemiji in biokemiji. Napisana je v programskem jeziku Java, zato lahko deluje v operacijskih sistemih Windows, MacOS, Linux in Unix, če je Java nameščena. Je prosta in odprtokodna programska oprema, izdana pod GNU Lesser General Public License (LGPL) različice 2.0. Obstaja samostojna aplikacija in komplet za razvoj programske opreme (SDK), ki ju je mogoče integrirati v druge aplikacije Java, kot sta Bioclipse in Taverna .